# Ascochilopsis myosurus
Ascochilopsis myosurus är en orkidéart som först beskrevs av Henry Nicholas Ridley, och fick sitt nu gällande namn av Cedric Errol Carr. Ascochilopsis myosurus ingår i släktet Ascochilopsis och familjen orkidéer. Inga underarter finns listade i Catalogue of Life.